# ハリストス復活大聖堂 (ポドゴリツァ)
座標: 北緯42度26分38秒 東経19度14分45秒 / 北緯42.444度 東経19.24583度
モンテネグロのポドゴリツァにあるハリストス復活大聖堂（ハリストスふっかつだいせいどう、セルビア語: Саборни Храм Христовог Васкрсења (Saborni Hram Hristovog Vaskrsenja)）は、セルビア正教会のモンテネグロおよび沿岸府主教区の主教座大聖堂。1993年起工。